# 보수파 (원칙파)
이란 원칙파(اصول‌گرایان)는 보수파로도 불린다. 개혁파와 이란 정계를 주도하는 양대 파벌이며, 원내대표는 모함마드 바케르 칼리바프가 있으며 그는 이란의 국회의장이다.
대통령은 세예드 에브라힘 라이솔사다티이며 색깔은 대체로 검은색으로 표시한다.
스펙트럼은 우익이다.
국회의원 수는 276석 중 230석(83.3%), 장관 수는 18석 중 2석(11.1%), 부통령 수는 12석 중 3석(25.0%)이다.
소속 대통령으로는 마무드 알리 라자이, 세예드 알리 호세이니 하메네이, 마무드 아마디네자드, 세예드 에브라힘 라이솔사다티로 도합 16년이고 개혁파(25년)보다는 도합 년도가 적다.

## 같이 보기
- 홀로코스트 부정